# Ouasson
Pour les articles homonymes, voir Wasson.
Ouasson ou Wasson, né vers 1730 dans la vallée de la rivière Saginaw et la baie de Saginaw (dans l'État du Michigan actuel) et mort après 1790 aux confins des États-Unis (Michigan) et du Canada (Ontario), est un chef de la tribu des Saulteaux. Il participa activement à la rébellion de Pontiac contre les Britanniques.

## Biographie
Ouasson était un grand sachem et chef amérindien de la tribu des Saulteaux et membre de la Nation des Ojibwés. Ouasson va rejoindre le soulèvement des Nations amérindiennes vivant autour des Grands Lacs organisé par le grand chef Pontiac après le traité de Paris de 1763 qui donnait le Canada à la Couronne britannique. Les Nations amérindiennes alliées des Français refusèrent cette situation et continuèrent la guerre contre les Britanniques.

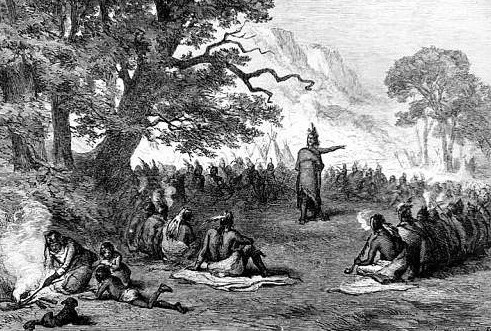
Ouasson participe avec Pontiac à la résistance et à l'union des Nations amérindiennes le 27 avril 1763.

Le 27 avril 1763, Pontiac, le chef des Outaouais parlemente lors d'un conseil des chefs amérindiens, à environ une quinzaine de kilomètres au sud du fort Détroit. Il rappelle les enseignements du sage prophète Neolin qui prônait l'unité des Nations amérindiennes. Pontiac convainc un certain nombre de Nations, telles que celles des Outaouais, Ojibwés, Potawatomis et Hurons à se joindre à lui dans une tentative de s'emparer du fort Détroit et d'en chasser les Britanniques. Parmi les chefs amérindiens, le chef Ouasson à la tête d'un troupe d'environ 200 guerriers de la tribu des Sauteux et membre de la Nation Ojibwés. 

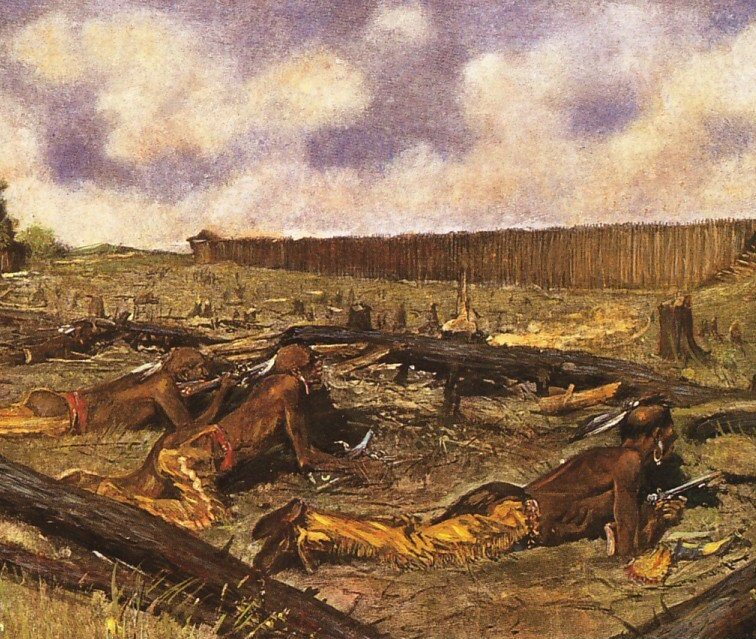
Le siège de Fort Détroit en 1763.

Ouasson participe activement avec ses guerriers au siège de Fort Détroit. 
Le 31 mai 1763, après discussion, entre les chefs Pontiac et Ouasson, ils décidèrent de mettre fin aux attaques contre le fort et de concentrer plutôt leurs efforts pour en bloquer les voies d’accès, de manière que ni ravitaillements ni renforts n’y puissent arriver.
Le 12 août 1764 les troupes britanniques commandées par le colonel John Bradstreet rencontre, au Fort de la Presqu'île, une délégation amérindienne dirigée par Ouasson pour parler de paix. Le fort Presqu'île avait été reconstruit après 1760 par les Britanniques après le départ des troupes françaises qui avaient incendiés le fort, puis repris aux Britanniquespar les guerriers amérindiens en 1763.
Le 27 août 1764, de nouvelles négociations s'ouvrent à fort Détroit entre le colonel Bradstreet commandant du fort Détroit et le chef Ouasson. John Bradstreet était considéré par ses supérieurs comme ayant mal géré sa dernière campagne militaire, outrepassant les ordres, et préférant négocier des traités de paix indépendants en omettant d'agir assez agressivement contre les Amérindiens.
Le 7 septembre 1764, Ouasson affirma, devant les officiers britanniques et les chefs amérindiens, que cette guerre n’avait pas été commencée par des jeunes gens à la cervelle brûlée. « Tout ce qui, l’an dernier, fut mal fait, dit-il, l’a été par les vieux guerriers, sans raison [...] En ce jour, les jeunes chefs révoqu[ent] tous leurs vieux chefs. » Fortement impressionné, John Bradstreet accepta de faire la paix.
En août 1765, Ouasson participa au Conseil de paix au fort Détroit.
Durant l'été 1776, il participa aux discussions à fort Pitt avec les commissaires nommés par le Congrès continental.
Le 19 mai 1790, un chef sauteux du nom de Wasson figurait parmi un groupe de chefs de Détroit, Potéouatamis, Hurons et Outaouais qui négocièrent la cession de terres dans ce qui est aujourd’hui le sud-ouest de l’Ontario.